# Jean Michel Prosper Guérin
Jean Michel Prosper Guérin, pintor realista francés del siglo XIX. Fue alumno de pintores como Flandrin en la Academia de Bellas Artes (Francia). Su hijo, Charles-François-Prosper Guérin (1875-1939) era también pintor.

## Obras
Estas tres obras son propiedad del estado francés: 

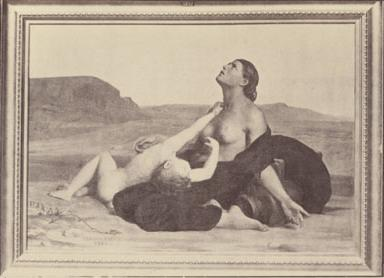
Agar en el desierto
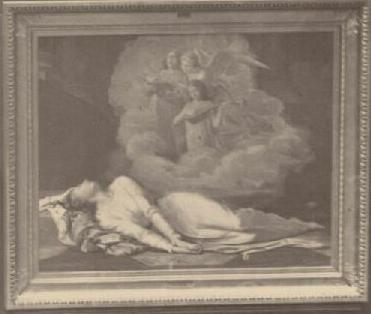
Santa Cecilia agonizante oye un concierto celestial
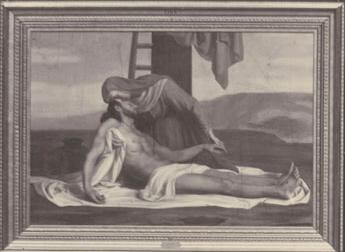
La Pietà